# 狂轉魔刀
狂轉魔刀（Hypno-Disc），是英國機械競技電視節目「超暴力激鬥」中的一個參賽機器人，Hypno-Disc字面直譯為「催眠光盤」，於臺灣MUCH TV播映的版本中，取其造型特色而翻譯為『狂轉魔刀』。Hypno-Disc的武器為前方放置的大型飛輪，其飛輪在高速旋轉時往往可將對手的機器人帶來重大損傷，被認為是節目系列中最具破壞力的機器人之一。

## 隊員
狂轉魔刀隊的成員為來自牛津郡的一對雙胞胎兄弟，戴夫‧羅斯與戴瑞克‧羅斯（Dave & Drerk Rose），加上他們的父親肯恩‧羅斯（Ken Rose）組成。

## 戰績
狂轉魔刀參加了四季的節目，其中三季打進四強，於第三季獲得亞軍，四、五季則獲得第四名。

### 逐季成績
- 第1-2季: 未參賽
- 第3季: 亞軍
- 第4季: 第四名
- 第5季: 第四名
- 第6季: 16強
- 第7季: 未參賽